# Herbert Wurzer
Herbert Wurzer (* 1948; † 30. August 2022 in Bruck an der Mur) war ein österreichischer Rodel-Funktionär.
Von 1987 bis 2008 war er Präsident des Steirischen Rodelverbandes. Außerdem war er sechs Jahre Vizepräsident des Österreichischen Rodelverbands. Von 2010 bis 2014 war er Vizepräsident des Internationalen Rodelverbandes (FIL) für den Bereich Naturbahn. Er war Exekutivmitglied des FIL und betreute deren Archiv. Außerdem war er wesentlich am Aufbau des FIL-Museums in Berchtesgaden beteiligt.
1992 erhielt er das Goldene Ehrenzeichen des Österreichischen Rodelverbands und 2008 den Ehrenring des Landes Steiermark für Sport.

## Schriften
- mit Harald Steyrer und Egon Theiner: 50 Jahre FIL 1957–2007. Die Historie des Internationalen Rennrodelverbandes in drei Bänden, Egoth Verlag, Wien, ab 2007